# سری منانتی

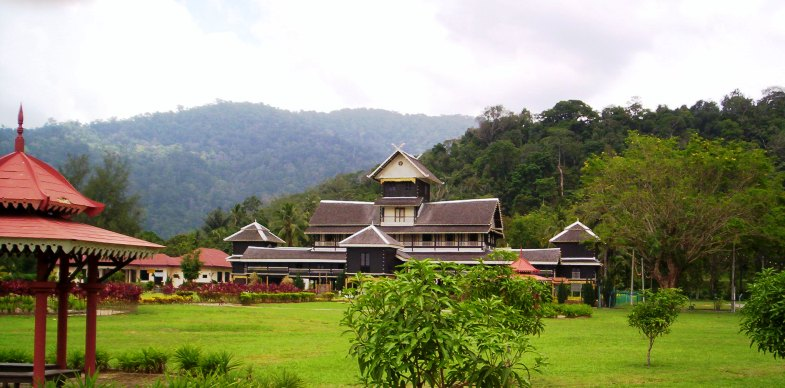
قصر قدیمی سری منانتی

سری منانتی (انگلیسی: Seri Menanti) یک شهرک در مرکز نگاری سمبیلان در مالزی است.
سری منانتی(نگری سمبیلان مالایی: Soghi Monanti یا Sonanti؛به جاوی: سري مننتي) یک شهر، یک موکیم، و یک حوزه انتخابیه مجلس ایالتی در ناحیه کوالا پیلا، مرکز نگری سمبیلان، مالزی است که در ۳۳ کیلومتری (۲۰٫۵ متر) شرق واقع شده است. مرکز ایالت سرمبان و ۱۴ کیلومتری (۸٫۷ متر) جنوب غربی کوالا پیلا. این شهر پایتخت سلطنتی ایالت نگری سمبیلان است و مقر فرمانروای ایالت نگری سمبیلان را در خود جای داده است که از آن به عنوان یانگ دی پرتوان بسار نگری سمبیلان یا یامتوآن بسار یاد می شود. کاخ سلطنتی به نام استان بسار (کاخ بزرگ) شناخته می شود.